# Minúscula 59
Minúscula 59 (en la numeración Gregory-Aland), ε 272 (Soden) es un manuscrito griego en minúsculas del Nuevo Testamento, en hojas de pergamino. Es datado paleográficamente en el siglo XIII. El manuscrito tiene contenidos complejos y algunas notas marginales.

## Descripción
El códice contiene el texto completo de los cuatro Evangelios en 238 hojas (tamaño de 19.6 cm por 14.5 cm) con lagunas. El texto está escrito en una columna por página, 23 líneas por página.
El texto está dividido de acuerdo con los κεφαλαια (capítulos), cuyos números se dan al margen, y sus τιτλοι (títulos) en la parte superior de las páginas. También hay otra división de acuerdo con los Secciones Amonianas, pero sin referencias a los Cánones de Eusebio.
Fue escrito descuidadamente, y exhibe no menos de 81 omisiones por «homoioteleuton».

## Texto
El texto griego de este códice es representativo del tipo textual bizantino. Hermann von Soden lo clasificó en la familia textual Kx. Aland no lo colocó en ninguna categoría. Según el Perfil del Método de Claremont, representa a la familia Kx en Lucas 1 y Lucas 20. En Lucas 10 tiene texto bizantino mixto.
Tiene algunas variantes textuales inusuales. En Mateo 23:35, la frase υιου βαραχιου (hijo de Baraquías) es omitida; esta omisión es compatible únicamente con el Codex Sinaiticus, tres Evangelistaria (ℓ 6, ℓ 13, y ℓ 185), y Eusebio.

## Historia
El manuscrito perteneció a la Casa de los Frailes Menores en Oxford. En 1567 Thomas Hatcher se lo entregó al Gonville y Caius College (no en 1867, como escribió Scrivener). Fue examinado por Mill, Wettstein (en 1716), y minuciosamente estudiado por Scrivener en 1860. C. R. Gregory lo vio en 1886.
Actualmente se encuentra en el Gonville and Caius College (Ms 403/412), en Cambridge.

## Lectura adicional
- F. H. A. Scrivener (1859). Adversaria critica sacra. Cambridge y Londres. [como c]
- J. Rendel Harris (1887). The origin of the Leicester Codex. Londres. pp. 18-23.
- J. J. Smith (1849). A Catalogue of the mss in the library of Gonville and Caius  College Cambridge. Cambridge. p. 197.

- Datos: Q1937639